# Biman Bangladesh Airlines
Biman Bangladesh Airlines (tiếng Bengal: বিমান বাংলাদেশ এয়ারলাইনস) là hãng hàng không quốc gia Bangladesh. Hãng có trụ sở và trung tâm hoạt động tại Sân bay quốc tế Zia. Hãng có tuyến bay nội địa và quốc tế đến với các quốc gia trên thế giới. Hãng đã thỏa thuận dịch vụ hàng không với 42 quốc gia, nhưng chỉ bay đến 16 quốc gia. Hãng hàng không hoàn toàn thuộc sở hữu và quản lý của chính phủ Bangladesh cho đến 23 tháng 7 năm 2007, khi nó được chuyển đổi thành công ty trách nhiệm hữu hạn lớn nhất của đất nước bởi Caretaker Government of Bangladesh.. Hãng hàng không trụ sở ở Balaka Bhaban, trong Kurmitola, Dhaka.
Được lập tháng 2 năm 1972, Biman đã được độc quyền nội bộ trong ngành hàng không Bangladesh cho đến năm 1996. Trong những thập kỷ sau ngày thành lập, hãng hàng không mở rộng đội tàu và các điểm đến của nó, nhưng nó đã bị ảnh hưởng bởi tham nhũng và rủi ro. Tại đỉnh cao của hãng, Biman vận hành các chuyến bay đến 29 điểm đến quốc tế xa tận Thành phố New York về phía tây và Tokyo về phía đông. Các hãng hàng không đã bị thiệt hại tài chính nặng nề, và có một danh tiếng cho dịch vụ kém bởi vì hủy chuyến bay thường xuyên và sự chậm trễ gây ra bởi hạm đội lão hóa của nó. Vì lý do an toàn, một số máy bay đường dài của Biman đã bị cấm ở Hoa Kỳ và Liên minh châu Âu.

## Đội bay
Boeing 737-800 6
Boeing 777-300ER 4
Boeing 787-8 4
Boeing 787-9 2
De Havilland Canada Dash 8 Q400 5
1. ↑  "Board of Directors | Biman Bangladesh Airlines". Biman Bangladesh Airlines. Bản gốc lưu trữ ngày 24 tháng 8 năm 2011. Truy cập ngày 25 tháng 8 năm 2011.
2. ↑  "2nd Boeing 777 joins the fleet". Biman Bangladesh Airlines. 2011. {{Chú thích web}}: |url= trống hay bị thiếu (trợ giúp); Đã bỏ qua văn bản “11” (trợ giúp)|url= http://biman-airlines.com/2011/11/1878/%7Carchive-url= https://www.webcitation.org/69sEr0X8s?url=http://biman-airlines.com/2011/11/1878/%7Carchive-date = ngày 12 tháng 8 năm 2012 |access-date = ngày 13 tháng 8 năm 2012|url-status=dead}}
3. ↑  "Biman turns public limited company". The Daily Star. ngày 24 tháng 7 năm 2007. Truy cập ngày 24 tháng 7 năm 2007.
4. ↑  "Airports". Banglapedia. Asiatic Society of Bangladesh. Bản gốc lưu trữ ngày 24 tháng 1 năm 2012. Truy cập ngày 30 tháng 5 năm 2007.